# Atletica leggera ai XVII Giochi paralimpici estivi - 5000 metri piani T11 maschili
Ai XVII Giochi paralimpici estivi la competizione dei 5000 metri piani maschili T11 si è svolta il giorno 30 agosto 2024 presso lo Stade de France di Parigi.

## Situazione pre-gara

### Record
Prima di questa competizione, il record del mondo, il record paralimpico e i record continentali erano i seguenti.
| Record              | Prestazione | Atleta                   | Data e luogo                            | Competizione                         |
| ------------------- | ----------- | ------------------------ | --------------------------------------- | ------------------------------------ |
| Record mondiale     | 14'53"97    | Yeltsin Jacques Brasile  | 17 maggio 2024 Kōbe, Giappone           | Campionati mondiali paralimpici 2024 |
| Record paralimpico  | 15'11"07    | Henry Wanyoike Kenya     | 24 settembre 2004 Atene, Grecia         | XII Giochi paralimpici estivi        |
| Record africano     | 15'11"07    | Henry Wanyoike Kenya     | 24 settembre 2004 Atene, Grecia         | XII Giochi paralimpici estivi        |
| Record panamericano | 14'53"97    | Yeltsin Jacques Brasile  | 17 maggio 2024 Kōbe, Giappone           | Campionati mondiali paralimpici 2024 |
| Record asiatico     | 14'55"39    | Kenya Karasawa Giappone  | 25 dicembre 2021 Yokohama, Giappone     |                                      |
| Record europeo      | 15'13"10    | Fedor Rudakov Russia     | 15 agosto 2023 Cheboksary, Russia       |                                      |
| Record oceaniano    | 17'29"33    | Gerrard Gosens Australia | 26 settembre 2003 Townsville, Australia |                                      |

### Campioni in carica
I campioni in carica a livello mondiale erano i seguenti.
| Campione    | Atleta                  | Prestazione | Data e luogo                   | Competizione                         |
| ----------- | ----------------------- | ----------- | ------------------------------ | ------------------------------------ |
| Paralimpico | Yeltsin Jacques Brasile | 15'13"62    | 27 agosto 2021 Tokyo, Giappone | XVI Giochi paralimpici estivi        |
| Mondiale    | Yeltsin Jacques Brasile | 14'53"97    | 17 maggio 2024 Kōbe, Giappone  | Campionati mondiali paralimpici 2024 |

### La stagione
Prima di questa gara, gli atleti con le migliori tre prestazioni mondiali dell'anno erano:
| Pos. | Atleta                                  | Prestazione | Data e luogo                  |
| ---- | --------------------------------------- | ----------- | ----------------------------- |
| 1    | Yeltsin Jacques Brasile                 | 14'53"97    | 17 maggio 2024 Kōbe, Giappone |
| 2    | Julio Cesar Agripino dos Santos Brasile | 14'57"70    | 17 maggio 2024 Kōbe, Giappone |
| 3    | Kenya Karasawa Giappone                 | 15'03"25    | 17 maggio 2024 Kōbe, Giappone |

## Risultati

### Finale
La finale diretta si è disputata il 30 agosto a partire dalle ore 10:06.
| Pos.    | Nome                            | Nazionalità                 | Tempo    | Note                          |
| ------- | ------------------------------- | --------------------------- | -------- | ----------------------------- |
| Oro     | Julio Cesar Agripino dos Santos | Brasile                     | 14'48"85 | Record mondiale               |
| Argento | Kenya Karasawa                  | Giappone                    | 14'51"48 | Record asiatico               |
| Bronzo  | Yeltsin Jacques                 | Brasile                     | 14'52"61 | Miglior prestazione personale |
| 4       | Shinya Wada                     | Giappone                    | 15'16"41 |                               |
| 5       | Jimmy Caicedo                   | Ecuador                     | 15'24"69 |                               |
| 6       | Rosbil Guillen                  | Perù                        | 15'28"62 |                               |
| 7       | Darwin Gustavo Castro Reyes     | Ecuador                     | 15'50"65 |                               |
| -       | Fedor Rudakov                   | Atleti Paralimpici Neutrali | dnf      |                               |
| -       | Samwel Mushai Kimani            | Kenya                       | dq       |                               |